# X-treme Big Hits 2002
X-treme Big Hits 2002 er et dansk opsamlingsalbum udgivet i november 2002 af NOW Music. Albummet er en dobbelt-cd bestående af nogle af de største hits fra 2002.

## Trackliste

### Cd 1
1. Zididada: "Walk On Water"
2. P!nk: "Don't Let Me Get Me"
3. A-ha: "Forever Not Yours"
4. Kylie Minogue: "In Your Eyes"
5. Alicia Keys: "Fallin'"
6. Nik & Jay: "Nik & Jay"
7. Ronan Keating: "If Tomorrow Never Comes"
8. Las Ketchup: "The Ketchup Song (Asereje)"
9. Moony: "Dove (I'll Be Loving You)"
10. Atomic Kitten: "It's OK!"
11. Peter Frödin & Jimmy Jørgensen: "Vent På Mig"
12. Enrique Iglesias: "Escape" (Boogieman Remix)
13. Anastacia: "One Day In Your Life"
14. A1: "Caught In The Middle"
15. Sophie Ellis-Bextor: "Murder On The Dancefloor"
16. The Calling: "Wherever You Will Go"
17. Brandy: "What About Us?"
18. George Michael: "Freeek!"

### Cd 2
1. Nickelback: "How You Remind Me"
2. Jennifer Lopez feat. Nas: "I'm Gonna Be Alright" (Track Masters Remix)
3. Britney Spears: "I'm Not A Girl, Not Yet A Woman"
4. Nelly: "Hot In Herre"
5. Missy "Misdemeanor" Elliott: "4 My People" (Basement Jaxx Remix Radio Edit)
6. Moby: "We Are All Made Of Stars"
7. Catch: "Walk On Water (Baby U Can)"
8. Céline Dion: "A New Day Has Come"
9. James Sampson: "Dream On"
10. Westlife: "World Of Our Own"
11. Ms. Dynamite: "It Takes More"
12. Alanis Morissette: "Hands Clean"
13. P.O.D.: "Alive"
14. Alien Ant Farm: "Smooth Criminal"
15. Oasis: "The Hindu Times"
16. D.A.D.: "Soft Dogs"
17. Darren Hayes: "Insatiable"
18. Safri Duo feat. Michael McDonald: "Sweet Freedom"